# Panikraum

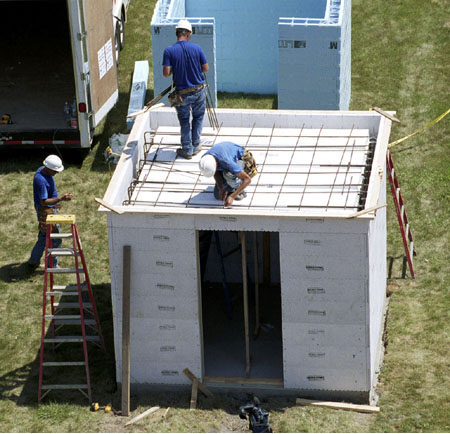
Arbeiter präparieren die Decke eines Panikraums mit Bewehrungsstahl für den Betonguss. Der Panikraum wird später in den Neubau eines Hauses eingesetzt und umbaut. Die Konstruktion ist relativ preisgünstig und kann auch selbst nachgebaut werden.

Ein Panikraum ist ein gegen gewaltsames Eindringen geschützter, besonderer Raum innerhalb einer Wohnung, eines Büros, eines sonstigen privaten Geschäftsraumes oder auch eines Schiffes.

## Bauweise
Der Panikraum dient zum Rückzug der Anwesenden bei Bedrohung durch Einbrecher oder Attentäter. Er ist dazu in der Regel mit verstärkten Wänden, einer gepanzerten Tür und bruchsicheren Fenstern ausgestattet und verfügt außerdem über ein Telefon, mit dem sich Hilfe von außerhalb des Gebäudes rufen lässt. Weitere Ausstattungsmerkmale können sein: Lebensmittel und Wasser, eine Toilette, eine separate Belüftung, eine Beobachtungsmöglichkeit des Raums vor der Tür mittels Kamera oder Türspion, Waffen zur Selbstverteidigung sowie eine Notbeleuchtung. Solche Räume werden spätestens seit den 1990er Jahren gebaut.
Im Gegensatz zu dieser aufwendigen Art von Panikräumen werden in Europa vorwiegend Schlafzimmer als Panikräume konzipiert mit dem Ziel, dort bis zum Eintreffen der Polizei in Sicherheit zu sein. Deshalb sind Lebensmittelvorräte, Wasserreserven usw. nicht notwendig – lediglich eine hohe passive Sicherheit durch Tür und Fenster sowie eine effektive Außensicherung mit Videoüberwachung und Sensoren, die Eindringlinge detektieren.

## Panikraum auf Schiffen
Bedingt durch die Zunahmen von Piratenattacken, insbesondere vor der ostafrikanischen Küste, werden auch Handelsschiffe verstärkt mit Panikräumen ausgestattet. Sie sollen verhindern, dass die Besatzungsmitglieder als Geiseln bzw. menschliche Schutzschilde genommen werden. Panikräume auf Schiffen sind häufig mit Kommunikationseinrichtungen wie Funk bzw. Satellitentelefon sowie mit technischen Einrichtungen zum Stoppen der Schiffsmaschinen ausgestattet. So konnte sich u. a. die Crew des Schwergutfrachters Beluga Fortune am 23. Oktober 2010 im Indischen Ozean in den Panikraum flüchten. Die Piraten verließen, weil sie keine Geiseln nehmen konnten und sich eine britische Fregatte näherte, erfolglos das Schiff.

## Bekannte Einsätze
Der dänische Karikaturist Kurt Westergaard konnte sich am 1. Januar 2010 vor einem Mordversuch in den Panikraum seiner Wohnung retten. Dieser war eingebaut worden, nachdem Westergaard Morddrohungen auf Grund der Veröffentlichung seiner Mohammed-Karikaturen mit Darstellungen des muslimischen Propheten Mohammed erhalten hatte.

## Panikraum in der Populärkultur
In der Öffentlichkeit wurde der Begriff des Panikraums vor allem durch den US-amerikanischen Kino-Krimi Panic Room (2002) bekannt. Dessen Handlung spielt sich weitgehend in einem Panikraum ab. In der Serie Monk taucht ein Panikraum in Staffel 3 Episode 2 auf. Auch in der US-amerikanischen Fernsehserie Supernatural (2005) und in der Fernsehserie Eureka (Staffel 2, Folge 13) wird ein Panikraum in die Handlung einbezogen. Auch in der US-amerikanischen Fernsehserie 24 flieht die Präsidentin der USA in einen Panikraum (Staffel 7). Der Westdeutsche Rundfunk produzierte 2009 ein Hörspiel Panikraum (Autor: Thomas Koch). Der spanisch-kolumbianische Thriller Das verborgene Gesicht (2011) handelt ebenfalls von einem Panikraum. Im Horrorfilm Diary of the Dead von Regisseur George A. Romero von 2007 suchen ein Professor und seine Studenten in einem Panikraum, der sich in einer Villa in der Bibliothek hinter einem Bücherschrank befindet, Schutz vor einer Zombie-Apokalypse. Im Inneren des Panikraums der Villa sind etliche Überwachungsbildschirme installiert. In dem Horrorfilm Halloween von 2018 verfügt die Hauptfigur Laurie Strode in ihrem Wohnhaus über einen Panikraum unter einer drehbaren Küchenkommode, um sich darin vor dem Serienmörder Michael Myers verstecken zu können.